# Ommata igniventris
Ommata igniventris là một loài bọ cánh cứng trong họ Cerambycidae.